# Jill Kelly
Adrianne D. Moore coneguda artísticament com Jill Kelly (Pomona (Califòrnia); 1 de febrer de 1971) és una actriu, realitzadora i productora de pel·lícules pornogràfiques estatunidenca. Ha participat en més de 600 pel·lícules. Va fundar la seva pròpia productora sota el nom de Jill Kelly Productions.

## Biografia

### Inicis
Amb només 15 anys comença a treballar com a stripper mentint sobre la seva edat real. Més endavant, i ja amb l'edat legal es muda a San Francisco per a treballar en el O'Farrell Theatre on comparteix escenari amb Tiffany Million. En 1993 ambdues decideixen viatjar a Las Vegas per a assistir al lliurament dels Premis AVN d'aquest any.

### Carrera com a actriu porno
En el lliurament dels Premis AVN de 1993 coneix a l'actor porno Cal Jammer amb qui es casaria posteriorment. Ell és qui planteja a l'actriu iniciar la seva carrera al cinema X, i ella accepta. Debuta en Girls Gone Bad 8 participant en l'última escena d'aquesta pel·lícula lèsbica. Mesos més tard faria el seu debut heterosexual en companyia del propi Cal Jammer.
En 1999 decideix unir a la seva faceta com a actriu, la de directora i productora. Per a això crea Jill Kelly Productions (sovint abreujada com -JKP-). Aquesta empresa, en realitat, no és el primer intent de l'actriu en aquest sentit. En efecte, anys enrere, ja intentés muntar una altra productora (anomenada Fire and Ice Productions) al costat de la també actriu P.J. Sparxx.. No obstant això, discrepàncies entre elles van fer que el projecte es frustrés. Des d'aquest moment, les seves intervencions com a actriu es redueixen de manera notable. L'any 2000 només roda amb Julian St. Coix la seva parella de l'època.
En 2006 es coneix la fallida de JKP. Penthouse Magazine es fa amb el catàleg de títols de l'empresa que suma més de 400 pel·lícules estrenades i 60 per estrenar.

## Vida personal
L'actriu es casa per primera vegada en 1993 amb Cal Jammer, un actor porno. No obstant això, la relació conclou inesperadament l'1 de gener de 1995 quan aquest decideix llevar-se la vida d'un tret al cap. Cinc anys més tard es torna a casar, ara, amb Julian St. Coix, però la relació a penes dura uns mesos. L'any 2000 l'actriu contreu de nou matrimoni, aquesta vegada amb Julian Andretti. El 20 de setembre de 2003, i poc després d'aconseguir el divorci del seu anterior parella, es casa per quarta vegada amb Corey Jordan. Durant aquesta relació l'actriu es queda embarassada dues vegades, però cap de les gestacions arriba a bon port. En octubre de 2004 se divorcian.

## Filmografia
- Naked Avenger (2008)
- Star 69: The Lost Footage (2008)
- Star 69: Latinas! (2007)
- Jill Kelly, Superpussy (2005)
- Swap Meat (2004)
- Adult Movie (2001)
- When The Boyz Are Away The Girlz Will Play 5 (2001)
- Best of Perfect Pink (2001)
- Cum Back Pusy 26 (2000)
- Babewatch 11 (2000)
- No Man's Land Interracial Edition 1 (1999)
- Blue Matrix (1999)
- Flashpoint (1998)
- The Violation of Jill Kelly (1997)
- No Man's Land 17 (1997)
- Virtual Encounters (1996)
- No Man's Land 13 (1996)
- No Man's Land 12 (1995)
- Wicked One (1995)
- Club Erotica (1995)
- Girls of Sorority Row (1994)
- Shave Tails 2 (1994)
- Girls Gone Bad 8 (1993)
- A Girl's Affair 3 (1993)

## Premis
Premis AVN
- Membre del Saló de la Fama d'AVN
- 1997 Millor escena lèsbica per Dreams of Desire
- 1996 Millor escena lèsbica per Takin' It to the Limit 6
- 1999 Millor escena en parella per Dream Catcher

X-Rated Critics Organization (XRCO)
- 1997 Actriu de l'any
- 1995 Millor escena lèsbica per Takin' It to the Limit 6

Hot d'Or
- 1999 Millor actriu estatunidenca